# Douglas Crockford
Douglas Crockford es un programador informático estadounidense y uno de los desarrolladores del lenguaje de programación JavaScript. También se le atribuye el ser quien describió el formato de datos JSON (notación de objetos de JavaScript). Ya que en 2002 adquirió el dominio json.org donde documentó por primera vez este formato y lo presentó como una alternativa mejor a XML. En julio de 2006, especificó oficialmente el formato, como RFC 4627.
Ha desarrollado varias herramientas relacionadas con JavaScript, como JSLint y  JSMin.
Empezó su carrera en 1980 cuando escribió el juego Galahad and the Holy Grail para la computadora 8-bits de Atari, lo que le ganó que lo contrataran en Atari donde trabajó como desarrollador. Actualmente es una de las personas que desarrolla el lenguaje Javascript.